# ベルント・アルデンホフ
ベルント・アルデンホフ（ドイツ語：Bernd Aldenhoff、1908年6月14日 - 1959年10月8日）は、ドイツのオペラ歌手（テノール）。
彼は1940年代と1950年代の傑出したヘルデンテノール（英雄的テノール・ワーグナーテノール）の1人と見なされ、パワフルな声と卓越した高音で知られていた。 

## 経歴
ベルント・アルデンホフは、大工の11人目の子としてドイツ帝国デュースブルクで生まれた。孤児院で育ち、最初は大工の修業をした。彼は「非常に良い」成績で職人試験に合格した。 
1932年、当時ケルンの文化担当であったヴァルター・フェルゼンシュタインに見出され 、サラディン・シュミットの後見のもと、デュースブルク-ボーフム市立劇場の合唱団に入団した。ケルン歌劇場とシュトゥットガルト州立劇場にも出演している。さらにケルンで、ルートヴィヒ・ズートハウスの師匠であったユリウス・レンツにソリストとして師事した。 
翌年、ケルン歌劇場でソリストとしてデビュー。当初はリリック・テノールとして、 フロトー『マルタ』ライオネル、プッチーニ『蝶々夫人』ピンカートン、リヒャルト・シュトラウス『アラベラ』マッテオを演じている。ジークフリート・ワグナーのオペラ『異教徒の王』世界初演ではラドーマを歌った。彼は1934年にダルムシュタット劇場、1935年にエアフルト、1938年にデュッセルドルフ、1943年にドレスデンのゼンパー・オーパーに移り、最終的には1952年にバイエルン国立歌劇場に所属した。 
彼はレオンカヴァッロ『道化師』を経て、ヘルデンテノールに転向し、戦後は国際的なワーグナー歌手になった。 ヴィーラント・ワーグナーはライプツィヒで『ジークフリート』のアルデンホフを聴いた後、1950年にバイロイトでオーディションを受けさせ、カラヤンも彼を起用することに同意した。彼は「新しいバイロイト」で最初の「戦後のジークフリート」の大きな期待に、力強く高い芸術性を持った歌唱で完璧に応えた。彼はジークフリートを重々しい英雄としてではなく、楽しく若々しい人物として表現し、再開後の初演奏となった1951年の『ジークフリート』の最後を「高い“ド”」の音で華々しく飾った。1951年、1952年、1957年に、彼はバイロイト音楽祭で『ジークフリート』と『神々の黄昏』のジークフリート役を繰り返し演じている。録音も残されている。 
1939年、彼はフランクフルト歌劇場にヴェルディ『イル・トロヴァトーレ』マンリーコ、『仮面舞踏会』リッカルドでゲスト出演した。 ここで彼は1952年から1957年まで定期的に歌っている。 1937年には「北のバイロイト」である「森のオペラ」ツォポット（現ポーランド領ソポト）で『タンホイザー』を歌った。 他のゲスト出演は、1940年ウィーン・フォルクスオーパー、1950年ベルリン・コーミッシェ・オーパーおよびウィーン国立歌劇場『ニュルンベルクのマイスタージンガー』ヴァルター・フォン・シュトルツィング、ヴェルディ『オテロ』 、1954年フィレンツェ市立歌劇場『パルジファル』、1954年および1955年ニューヨーク メトロポリタン・オペラ『タンホイザー』、『トリスタンとイゾルデ』トリスタン、『パルジファル』、1955年パリ国立オペラ『ジークフリート』、1957年ロンドン ロイヤル・オペラ・ハウス『ジークフリート』、『神々の黄昏』ジークフリート、1957年ブリュッセル モネ劇場と1959年ミラノ スカラ座『さまよえるオランダ人』エリック。（役名のないものはタイトルロール） 
彼の最後の出演は、1959年 故郷のデュースブルク市立劇場での『ジークフリート』である。 彼はキャリアの絶頂のわずか51歳で、ミュンヘンで食中毒で亡くなった。彼の墓はミュンヘンの「森の墓地」の古い区画にある。 
ドレスデン-ニッカーン区の「歌手地区」では、新しい住宅団地が建設された2006年に、ベルント・アルデンホフにちなんで通りに名前が付けられた。 

## エピソード
- ミュンヘンで、アストリッド・ヴァルナイ、イラ・マラニウク、ヨーゼフ・メッテルニヒとともにイル・トロヴァトーレの三重唱を演奏した際、最後の加速の部分を余りにも熱唱しすぎたため、観客が激昂し、それを繰り返すまで退場できない事態となった。
- アルデンホフの大きな問題は、監督、すなわちヴィーラント・ワーグナーとの仕事において、芸術的な妥協が欠如していたことであった。彼は非常に悩み、1952年にバイロイトを去ったが、1957年にヴォルフガング・ヴィントガッセンが病気になったため、再びバイロイトに登場した。

## レパートリー
- ダルベール『低地』ペドロ
- ベートーヴェン『フィデリオ』フロレスタン
- フロトー『マルタ』ライオネル
- キーンツル『宣教師』マティアス
- レオンカヴァッロ『道化師』カニオ
- オッフェンバック『ホフマン物語』ホフマン
- プフィッツナー『あわれなハインリヒ』ハインリヒ
- プッチーニ『ラ・ボエーム』ロドルフォ
- プッチーニ『蝶々夫人』ピンカートン
- リヒャルト・シュトラウス『サロメ』ヘロデ
- リヒャルト・シュトラウス『エレクトラ』エギスト
- リヒャルト・シュトラウス『ナクソスのアリアドネ』バッカス
- リヒャルト・シュトラウス『アラベラ』マッテオ
- リヒャルト・シュトラウス『ダナエの愛』
- リヒャルト・シュトラウス『エジプトのヘレナ』メネラウス
- トマジ『マナラのドンファン』タイトルロール
- ヴェルディ『イル・トロヴァトーレ』マンリーコ
- ヴェルディ『仮面舞踏会』リッカルド
- ヴェルディ『オテロ』オテロ
- ワーグナー『さまよえるオランダ人』エリック
- ワーグナー『タンホイザー』タンホイザー
- ワーグナー：「ローエングリン」、ローエングリン
- ワーグナー『ニュルンベルクのマイスタージンガー』ヴァルター・フォン・シュトルツィング
- ワーグナー『トリスタンとイゾルデ』トリスタン
- ワーグナー『ワルキューレ』ジークムント
- ワーグナー『ジークフリート』ジークフリート
- ワーグナー『神々の黄昏』ジークフリート
- ワーグナー『パルジファル』パルジファル
- ジークフリート・ワーグナー『異教徒の王』ラドーマ
- ヴァーグナー＝レゲニー『Der Günstling』ファビアーノ
- ウェーバー『魔弾の射手』マックス

## ディスコグラフィー
- ダルベール：低地-NDR管弦楽団、ルドルフ・アルベルト、1953年
- ベートーヴェン：第9交響曲-ライプツィヒ・ゲヴァントハウス管弦楽団、アーベントロート、1950年
- ベートーヴェン：フィデリオ-シュターツカペレ・ドレスデン、ヨーゼフ・カイルベルト、1948年
- プフィッツナー：愛の園のばら-バイエルン放送交響楽団、ロベルト・ヘーガー、1953年
- リヒャルト・シュトラウス：サロメ-シュターツカペレ・ドレスデン、ヨーゼフ・カイルベルト、1948年
- リヒャルト・シュトラウス：サロメ-バイエルン国立歌劇場、ヨーゼフ・カイルベルト、1955年
- リヒャルト・シュトラウス：エレクトラ-バイエルン国立歌劇場、ハンス・クナッパーツブッシュ、1956年
- リヒャルト・シュトラウス：エジプトのヘレナ-バイエルン国立歌劇場、ヨーゼフ・カイルベルト、1956年
- トマジ：マナラのドンファン-バイエルン国立歌劇場、アンドレ・クリュイタンス、1956年
- ワーグナー：さまよえるオランダ人-NDR管弦楽団、ヴィルヘルム・シュヒター、1951年
- ワーグナー：ニュルンベルクのマイスタージンガー-シュターツカペレ・ドレスデン、ルドルフ・ケンペ、1951年
- ワーグナー：ジークフリート-バイロイト祝祭劇場、ヘルベルト・フォン・カラヤン、1951年
- ワーグナー：ジークフリート-バイロイト祝祭劇場、ヨーゼフ・カイルベルト、1952年
- ワーグナー：ジークフリート-バイロイト祝祭劇場、ハンス・クナッパーツブッシュ、1957年
- ワーグナー：ジークフリート-チューリッヒ歌劇場、ロベルト F.デンツラー、1959年
- ワーグナー：神々の黄昏-バイロイト祝祭劇場、ハンス・クナッパーツブッシュ、1951年
- ワーグナー：神々の黄昏-バイエルン国立歌劇場、ハンス・クナッパーツブッシュ、1955年
- ワーグナー：パルジファル-ケルン放送交響楽団、 リヒャルト・クラウス 、1949年
- ウェーバー：魔弾の射手-シュターツカペレ・ドレスデン、ルドルフ・ケンペ、1949年
- 過去を生きる-ベルント・アルデンホフ（写真1946-1949）
- ベルント・アルデンホフの肖像
- 森のオペラ ツォポット-北のバイロイトとその歌手
- マリアンネ・シェッヒの肖像-『パルジファル』第2部からの抜粋 バイエルン国立歌劇場オーケストラ、オイゲン・ヨッフム
- ゲオルク・ハン、アリア集 1942–43 『ラインの黄金』録音からの抜粋
- レオニー・リザネク ベートーベン/ワグナー/ヴェルディを歌う-『アイーダ』からの抜粋
- ヨーゼフ・メッテルニヒ-レアで未発表の録音-『オテロ』からの抜粋
- ティアナ・レムニッツ Vol 2-ワーグナー『ニュルンベルクのマイスタージンガー』からの抜粋

## 音声サンプル
- リヒャルト・シュトラウス：エジプトのヘレナ-第1幕（MP3; 32.0MB）
- リヒャルト・シュトラウス：エジプトのヘレナ-第2幕（MP3; 33.6MB） 
ヘレナ：レオニー・リザネク、メネラウス：ベルント・アルデンホフ、アルタイル：ヘルマン・ウーデ、全知のムール貝：イラ・マラニウク
プリンス摂政劇場、ミュンヘン、1956年-ヨーゼフ・カイルベルト
- リヒャルト・ワグナー：ジークフリート抜粋 第1幕から鍛冶屋の歌（MP3; 2.0MB） 
ジークフリート：ベルント・アルデンホフ、ミーメ：パウル・キューン、指揮：ヨーゼフ・カイルベルト、バイロイト祝祭劇場 1952年8月14日
- リヒャルト・ワーグナー、ジークフリート第1幕抜粋「おい、ミーメ、早くしろ。剣の名前は何だ！」（MP3; 1.0MB）
ジークフリート：ベルント・アルデンホフ、ミーメ：パウル・キューン、指揮：ヨーゼフ・カイルベルト、バイロイト祝祭劇場 1952年8月14日
- リヒャルト・ワーグナー、ジークフリート第1幕抜粋「ホホ！ホホ！ホハイ！」（MP3; 522kB） 
ジークフリート：ベルント・アルデンホフ、ミーメ：パウル・キューン、指揮：ヨーゼフ・カイルベルト、バイロイト祝祭劇場 1952年8月14日
- リヒャルト・ワーグナー：神々の黄昏第2幕抜粋（MP3; 53.5MB） 
 ブリュンヒルデ：アストリッド・ヴァルナイ、ジークフリート：ベルント・アルデンホフ、ハーゲン：ルートヴィヒ・ヴェーバー、アルベリヒ：ハインリヒ・プファンツル、グンター：ヘルマン・ウーデ、グートルーネ：マルタ・メードル、指揮：ハンス・クナッパーツブッシュ、バイロイト祝祭劇場  1951年8月4日